# The Dark and the Wicked
The Dark and The Wicked è un film del 2020 diretto da Bryan Bertino.

## Trama
I due fratelli Louise e Michael tornano nella fattoria di famiglia per stare accanto ed assistere il padre malato. La madre è molto contrariata dal loro arrivo, vorrebbe che se ne andassero il prima possibile, tuttavia la sera successiva si suicida in maniera molto violenta, obbligandoli di fatto a restare lì per occuparsi del genitore. Di lì a poco una serie di eventi misteriosi inizierà e terribili visioni cominceranno a convincere i due della presenza di una forza diabolica in casa. Presto chiunque cerchi di aiutarli subirà un destino simile a quello della loro madre.

## Distribuzione
Il film è stato distribuito nelle sale cinematografiche statunitensi a partire dal 6 novembre 2020.

## Accoglienza
Sull'aggregatore Rotten Tomatoes il film riceve il 91% delle recensioni professionali positive con un voto medio di 7,5 su 10 basato su 107 critiche.